# 王の耳には届かない!
『王の耳には届かない!』は、AXLより2016年12月22日に発売された18禁美少女アドベンチャーゲーム。

## あらすじ
レステ王国の辺境の地であるバーレ村にかつてレステ王直属組織『不知夜の騎士団』、通称『王の耳』に所属していたキャクタスは数年ぶりに義理の妹ピオニィに再会する。さらに元盗賊団の首領の娘や王女のジーニア達が加わるが、突如、領主が土地を接収しようと画策するが、反対して村を救うが、それは陰謀の端緒だった。

## 登場人物
キャクタス・ガルディスト＝アイドクレイス
声：なし
かつては国王直属の諜報機関「王の耳」に属する騎士だったが現在は普段は怠け者で事なかれ主義。
ピオニィ・ガルディスト＝アイドクレイス
声：青山ゆかり
主人公の幼なじみ＆義理の妹で王都から村に派遣されてきた知的美人な薬師。
コーリオ・アゲイト
声：桃井いちご
盗賊団の頭の娘で村の近くの森にかつての盗賊団の首領だった父親と手下達と共に住み着く。
シズル・クーカイト
声：桃井穂美
深窓の令嬢で古い屋敷で暮らす。
ジーニア・プリンシーノ・アイネス＝レステ
声：上原あおい
愚王で王家としての威厳や名誉を失った前王である父を反面教師としていて気位が高くてやる気も能力もあるが国のために役立ちたいという想いが空回りする。

## スタッフ
- キャラクターデザイン・原画 - 瀬之本久史
- シナリオ - 長谷川藍
- 楽曲制作 - solfa

## 主題歌
- 主題歌[1]：「brand new way」

作詞：天ヶ咲麗 / 作曲・編曲：iyuna / 歌：solfa feat.茶太
- ピオニィ エンディングテーマ[1]：「stand inside destiny」

作詞：天ヶ咲麗 / 作曲・編曲：橋咲透 / 歌：solfa feat.Ceui
- コーリオ エンディングテーマ[1]：「Only Your Shine」

作詞：こはるん / 作曲・編曲：伊吹ユキヒロ / 歌：solfa feat.小春めう
- シズル エンディングテーマ[1]：「Sweet & Tender」

作詞：こはるん / 作曲・編曲：橋咲透 / 歌：solfa feat.iyuna
- ジーニア エンディングテーマ[1]：「shooting star」

作詞：天ヶ咲麗 / 作曲・編曲：iyuna / 歌：solfa feat.霜月はるか

## AXL RADIO 王の耳には届かない バーレ村放送局！
2016年12月2日から2017年3月24日まで音泉で配信された。毎週金曜日更新。全12回。パーソナリティは桃井いちご（コーリオ・アゲイト 役）、桃井穂美（シズル・クーカイト 役）。